# Eublemma pyrochroa
Eublemma pyrochroa is een vlinder van de familie van de spinneruilen (Erebidae). De wetenschappelijke naam van deze soort is voor het eerst voorgesteld door George Francis Hampson in een publicatie uit 1918.
De soort komt voor in Senegal, Gambia, Burkina Faso, Tsjaad, Ivoorkust, Ghana, Nigeria en Malawi.